# Régis Clère
Régis Clère (Langres, 15 augustus 1956 – Dijon, 9 juni 2012) was een Frans wielrenner.
Clère was beroepsrenner van 1981 tot 1992. Hij fietste onder andere voor de Franse Coop-Mercier-ploeg en het Spaanse Teka-team. Op zijn palmares staan twee ritoverwinningen in de Ronde van Spanje 1981, een ritoverwinning in de Ronde van Frankrijk 1983 en twee etappezeges in de Ronde van Frankrijk 1987. In deze laatste Tour won hij een etappe naar Millau met ruim veertien minuten voorsprong nadat hij een dag eerder buiten de tijdslimiet was binnengekomen maar door de Tourdirectie toch in koers werd gehouden.
In de Ronde van Spanje 1981 droeg Clère tevens negen dagen lang de gouden trui, als leider van het algemeen klassement. Hij eindigde deze Ronde als negende. Hij nam zes maal deel aan de Ronde van Frankrijk met als beste resultaat een 45e plaats in 1982. In deze Ronde werd hij uitgeroepen tot strijdlustigste renner. Clère was in 1982 nationaal kampioen van Frankrijk en won in 1987 de Tour Midi-Pyrénées. In 1989 werd hij derde op het onderdeel achtervolging op de wereldkampioenschappen baanwielrennen.
Hij overleed in 2012 op 55-jarige leeftijd aan hartfalen.

## Resultaten in voornaamste wedstrijden
| Jaar | Ronde van Italië | Ronde van Frankrijk | Ronde van Spanje |
| ---- | ---------------- | ------------------- | ---------------- |
| 1981 |                  | 51e                 | 9e (2)           |
| 1982 |                  | 45e                 |                  |
| 1983 |                  | buiten tijd (1)     |                  |
| 1984 |                  | opgave              |                  |
| 1985 |                  |                     | buiten tijd      |
| 1986 |                  |                     |                  |
| 1987 |                  | 72e (2)             |                  |
| 1988 |                  | 94e                 |                  |

| Jaar | Milaan-San Remo | Gent-Wevelgem | Parijs-Roubaix | Amstel Gold Race | Luik-Bast.‑Luik | Parijs-Brussel | Parijs-Tours |  | WK op de weg |
| ---- | --------------- | ------------- | -------------- | ---------------- | --------------- | -------------- | ------------ |  | ------------ |
| 1981 | 34e             |               | 28e            |                  |                 |                |              |  | 20e          |
| 1982 |                 | 56e           |                |                  |                 |                |              |  | 20e          |
| 1983 |                 |               |                | 19e              | 36e             |                | 49e          |  |              |
| 1984 |                 |               |                |                  |                 |                | 99e          |  |              |
| 1985 |                 | 82e           | 35e            |                  |                 | 12e            | 7e           |  |              |
| 1986 |                 | 37e           |                |                  | 16e             |                |              |  |              |
| 1987 | 39e             |               |                |                  |                 |                |              |  |              |
| 1988 |                 |               |                |                  |                 |                |              |  |              |

Wielerploegen van Régis Clère
Andersen ·
Bittinger ·
Clère ·
Friou ·
Gallopin ·
Gauthier ·
Lebaud ·
Le Bigaut · 
Levavasseur ·
Martin ·
Mathis ·
Menthéour ·
Mollet ·
Neel ·
Oberson ·
Revoul ·
Seznec ·
Thévenard ·
Vichot
Andersen ·
Bertin ·
Clère ·
Friou ·
Gallopin ·
Gauthier ·
Goransson ·
Herety ·
Le Bigaut · 
Levavasseur ·
Martin ·
Mathis ·
Menthéour ·
Michaud ·
Moreau ·
Néant ·
Vichot ·
Zoetemelk
Andersen ·
Bazzo ·
Bertin ·
Clère ·
Gauthier ·
Herety ·
Jensen ·
Laurent ·
Le Bigaut · 
Martin ·
Menthéour ·
Michaud ·
Moreau ·
Néant ·
Rault ·
Vichot ·
Zoetemelk
Besanko ·
Brun ·
Cahard ·
Castaing ·
Clère ·
Duclos-Lassalle ·
Forest ·
Frebert ·
Garcia ·
Lauritzen ·
Lecrocq ·
Linard ·
Louvel ·
Millar ·
Peiper ·
Pensec · 
Simon · 
Yates
Aja · 
Alonso · 
Blanco ·
Bruggmann ·
Camarillo ·
Chozas ·
Clère ·
Dejonckheere ·
Dietzen ·
Gómez ·
González · 
Gutiérrez ·
Hernández ·
Hilse · 
Leanizbarrutia ·
Lisaso ·
Martínez ·
Moratinos ·
Murillo ·
Ovando ·
Recalde ·
Rodríguez ·
Sarrapio ·
Urrutibeazcoa
Aja · 
Alonso · 
Blanco ·
Bruggmann ·
Camarillo ·
Carvalho ·
Clère ·
Dietzen ·
Gómez ·
González · 
Gutiérrez ·
Hernández ·
Hilse · 
Leanizbarrutia ·
Lisaso ·
Mazon ·
Navarro ·
Ovando ·
Pacheco ·
Recalde ·
Sánchez ·
Sarrapio ·
Schönenberger
Ahedo ·
Aja · 
Alonso · 
Antón ·
Camarillo ·
Clère ·
Córdoba ·
Dietzen ·
Elliott ·
Emonds ·
González · 
Gutiérrez ·
Hernández ·
Hilse · 
Leanizbarrutia ·
Martínez ·
Mazon ·
Montoya ·
Pacheco ·
Sánchez ·
Sarrapio ·
Sierra ·
Webster